# Goniocellus
Goniocellus es un  género de coleópteros adéfagos de la familia Carabidae.

## Especies
Comprende las siguientes especies:
- Goniocellus bifossifrons Casey, 1914
- Goniocellus isthmianus Casey, 1914